# كانا تي في
كانا تي في (بالإنجليزية: Kana TV)‏ (بالأمهرية: ቃና ቲቪ)‏ هي قناة تلفزيونية فضائية إثيوبية مملوكة لمجموعة موبي ومقرها دبي. شارك في تأسيسها ثلاثة رواد أعمال إثيوبيين بالاشتراك مع مجموعة موبي الإعلامية وتم إطلاقها رسميًا في 4 أبريل 2016. تنتج قناة كانا تي في ترجمة صوتية من خلال دبلجة المحتوى الأجنبي إلى الأمهرية. تخصصت القناة في المسلسلات الدرامية خاصة الدراما التليفزيونية التركية ، والتي تكتسب بشكل عام نسبة تجاوزت في حصتها السوقية ، لتصبح القناة التلفزيونية الأكثر شعبية في إثيوبيا.
كانت قناة كانا تي في تبث في جميع أنحاء المنطقة من خلال نايل سات وبدأت مؤخرًا بثها على إثيوسات. تعمل القناة باللغة الأمهرية فقط حيث يتم إنتاج جزء من المحتوى محليًا والنصف الآخر مدبلج. مصدر شعبيتها هو العديد من الأعمال الدرامية التلفزيونية الأجنبية المدبلجة التي تبثها. من أشهر الأعمال الدرامية التركية مثل عودة مهند وتلك حياتي أنا والعشق الأسود) واسطنبول الظالمة ودموع جنات وفضيلة وبناتها. لديها مكاتب تقع في أديس أبابا ، إثيوبيا ، مع خطط لتوسيع استوديوهاتها لإفساح المجال للمحتوى المنتج محليًا.
نظرًا للطفولة النسبية لسوق التلفزيون في إثيوبيا وقت إطلاقه ، كان على كانا تي في أن تكلف دراساتها الخاصة حول مشاهدة التلفزيون في البلاد. كشفت هذه الدراسات أن غالبية المشاهدين كانوا يشاهدون محتوى بلغة أجنبية مع قنوات مثل إم بي سي 4 وقناة الجزيرة كونها من أكثر القنوات شعبية. كان نجاح محتواها المدبلج مبنيًا إلى حد كبير على حقيقة أن هناك إقبالًا كبيرًا على المحتوى الأجنبي في إثيوبيا كان ينتظر أن يرضي.
في مارس 2017 ، أصدرت قناة كانا تي في أول دراسة شاملة للسوق التلفزيوني أجريت بشكل مستقل بعد إطلاق قناتها. وفقًا لهذه الدراسة ، اكتسب كانا تي في حصة في السوق بنسبة 34٪ ، وكانت 8 من أفضل 10 برامج في أوقات الذروة الأعلى تقييمًا على كانا تي في (اعتبارًا من مارس 2017).

### المحتوى المحلي
- # الوقت - عرض ترفيهي منتج محليًا يعرض أحدث الموسيقى والاتجاهات الشعبية. باستضافة المقدم دانايت مكبيبي.
- #ميندن - برنامج حواري للإنتاج المحلي يقدم محتوى إعلامي حالي - أخبار محلية ودولية ، والاتجاهات وما إلى ذلك ، يستضيفه مقدمو العروض ميكياس وكاليب وميلات.
- كانا نيوز - مقطع إخباري يومي قصير يتم إنتاجه محليًا يتم بثه خلال أيام الأسبوع خلال فترات الراحة التجارية في البرامج العادية.
- #شقيلة - وسيلة ترفيهية منتجة محليًا تعرض أنواعًا من استراتيجيات الحياة والاتجاهات المستقبلية.

#### المحتوى المدبلج
- سحر الأسمر (مسلسل)
- العشق الأسود (مسلسل)
- عودة مهند (مسلسل)
- ما ذنب فاطمة جول؟ (مسلسل)
- العاطفة والقوة
- الوعد (مسلسل كوري)
- عشق ودموع
- شارع الحب (مسلسل)
- حكاية حب (مسلسل)
- أسميتها فريحة
- شمس الأسرار
- في الداخل (مسلسل)
- تلك حياتي أنا (مسلسل)
- إمراة
- العشق الممنوع (مسلسل)
- إسطنبول الظالمة
- الحب الأسود والأبيض
- الحفرة (مسلسل)
- ملكة جزر الهند والفاتح
- دموع جنات (مسلسل)
- على مر الزمان (مسلسل)
- قلب المدينة
- أيتام الأرض
- فضيلة وبناتها
- مسألة شرف
- بنات الشمس (مسلسل)
- آغا الصغير
- أنت وطني (مسلسل)

#### برامج أخرى
- كانا باسبورت / ناشيونال جيوغرافيك - برنامج وثائقي أسبوعي يغطي موضوعات مثل الجغرافيا وعلم الآثار والعلوم الطبيعية.

### موسيقى
- هوب - يقدم موسيقى متتالية من المنطقة وحول العالم.

وقد تعرضت القناة لانتقادات من المعلقين المحافظين الذين يجادلون بأن الإفراط في استهلاك المسلسلات الأجنبية المدبلجة باللغة الأمهرية سيفسد الثقافة الإثيوبية. أدى ذلك إلى قيام جمعيات مختلفة مؤلفة من ممثلين ومخرجين وكتاب معنيين بتقديم التماس رسمي للحكومة لإغلاق القناة قبل إطلاقها. بينما تم تجاهل النداءات لإغلاق الشبكة ، غيرت هيئة الإذاعة الإثيوبية (EBA) سياساتها لتصرح بأن معظم المحتوى في القنوات التلفزيونية في إثيوبيا يجب أن يكون محتوى منتجًا محليًا.
أجريت دراسات حول كيفية تأثير قناة كانا تي في على الثقافة الشعبية داخل المجتمع الإثيوبي. باستخدام طريقة أخذ العينات الطبقية المنهجية ، تم إجراء مسح في المدارس الحكومية والخاصة في منطقة نيفاس سيلك لافتو في أديس أبابا مع 363 طالبًا و 38 معلمًا. من خلال السؤال عن عادات مشاهدة التلفزيون وتفضيلهم للبرامج التلفزيونية ، تهدف الدراسة إلى تأكيد النتائج الكمية للدراسة. من بين النتائج ، فإن غالبية 63٪ من الأشخاص يشاهدون القناة باهتمام بينما 28٪ هم مشاهدون معتدلون. من هذه الدراسة ، 64٪ من الطلاب و 58٪ من المدرسين هم مشاهدون يقظون ، في حين أن 27٪ من الطلاب و 40٪ من المدرسين والإداريين هم مشاهدون معتدلون. حوالي 9٪ من الطلاب و 3٪ من المدرسين والإداريين هم مشاهدون نادرون. تشير الدراسة أيضًا إلى أن قناة كانا تي في تحظى بشعبية كبيرة بين الطلاب والمعلمين. كما أجريت الدراسة على الفروق بين الجنسين باستخدام 20 عبارة دقيقة موضوعة في مقياس مكون من 3 نقاط. وجد الاستطلاع نتائج موحدة كتأثير على الثقافة الشعبية. معظم الذين فضلوا الموقف الإيجابي تجاه القناة هم طلاب ومعلمون وإداريون يقظون ، على الرغم من أن الأشخاص الصغار يرون القناة بشكل سلبي موجودون أيضًا.